# Cyclocephala berti
Cyclocephala berti är en skalbaggsart som beskrevs av Delgado-castillo 1992. Cyclocephala berti ingår i släktet Cyclocephala och familjen Dynastidae. Inga underarter finns listade i Catalogue of Life.